# わんさかプラザ
『わんさかプラザ』は、『月刊少年マガジン』（講談社）の読者投稿コーナーである。カット絵の担当はみなみりょうこ。

## 主なコーナー
わんプラレポーター
毎月、「THE 〇〇」と、1つのものをお題にして、それについて語ったおたよりを募集するコーナー。
今だから…
「今だから言えること」を募集。知らなかったことと今だからゴメンナサイ系が圧倒的だが、それ以外でもいい。過去を扱うため社会人の投稿も多く、ある意味では『月刊少年マガジン』の読者層を反映するコーナーと言える。
らくがいて
お題の絵（主にわんプラのキャラクター）をベースに、色や柄、持ち物などを追加して投稿する。毎月投稿ページ下部に、細長く配置される。かわいい作品が圧倒的だが、とんちが効いたものも多い。「らくがいて」に応募するためには、『月マガ』本誌を切り取らなければいけない。しかし、『月マガ』本誌を切り取りたくないという読者のために、『月刊少年マガジンWeb』にプリントアウト用のお題が用意されている。
マイ・ブーム！
「いま、はまっていること」を募集するコーナー。
地元THEナンバーワン！second season
毎月、1か所の都道府県についてのおたよりを募集するコーナー。過去には海外（ハワイ、パリ）を扱ったこともある。
日本をオレがレボリューション
「もしボクが総理ならこういうことをする！」という案を募集。日本がよくなる案でありさえすれば総理である必要はなく、過去にはIOCの会長だったらで載った人も居る。
今月のお守り
わんプラのキャラをモチーフにしたお守り。実はお守りの内容を募集している。
- このほかに、みなみりょうこの4コマ漫画もある。

## 過去のコーナー
俺語でしゃべらないと
「内輪や仲間内にしか伝わらない言葉」を募集。略語、方言、へんなあだなから幼児語までさまざまなものがあり、学生から大人まで、幅広い投稿があった。
まちがいさがし

## その他
- 「もらっちゃおう」から応募した場合はほしい賞品とわんプラへの投稿のほかに、わんプラへの意見とわんプラに登場してほしいコーナーともらっちゃおうで扱ってほしい商品と今一番関心のあることも書く必要がある。
- 月刊少年マガジンの投稿コーナーには、わんプラのほかにイチオシ倶楽部がある。